# Grupo Catalana Occidente
El Grupo Catalana Occidente es un grupo asegurador que opera en el negocio tradicional español, a través de la marca Occident, y en el seguro de crédito mundial a través de Atradius y Crédito y Caución. También desarrolla su actividad en el negocio funerario a través de Mémora.
A cierre de 2024 ocupaba el 7º puesto en el mercado asegurador de España y el 2º en el mercado mundial de crédito.
GCO cuenta con más de 8.600 empleados y tiene presencia en más de 50 países.

### Historia
El 18 de julio de 1864, se fundó, en Barcelona, la "Sociedad Catalana de Seguros Contra Incendios a Prima Fija" de manos de un grupo de empresarios liderado por Fernando de Delás y Gelpi. Establecida en la Rambla de Santa Mònica de Barcelona con un capital de dos millones de escudos aportado por 40 socios, la compañía comenzó a operar comercialmente el 25 de noviembre de 1865.
En 1959, la fusión de La Catalana y Occidente revitalizó la compañía. Los objetivos del grupo eran crear un equipo humano formado y motivado, aumentar la capacidad técnica, ofrecer el mejor servicio y aumentar la penetración en el mercado. La integración de las compañías se realizó en dos etapas: primero, los servicios técnicos y administrativos, y más tarde, la red comercial. La fusión se consolidó legalmente en 1988.
GCO fue pionero en la aplicación de la informática en el sector asegurador. En 1963, instaló el ordenador IBM 370/145 con teleproceso, el primero de estas características en España y el primero en ser utilizado por una entidad aseguradora. En 1971, inauguró su nueva sede central en San Cugat del Vallés (Barcelona), equipada con la tecnología más moderna de la época.
En 2014, el grupo celebró su 150 aniversario con un acto en el Museo Nacional de Arte de Cataluña (MNAC) en Barcelona, al que asistieron miembros del Consejo de Administración, empleados, autoridades y principales instituciones del sector. Durante el evento, la Orquestra Simfònica Sant Cugat ofreció un concierto que recorrió los 150 años de historia del grupo. Además, se editó un libro y se realizó el documental "El triunfo de un sueño", que muestra los momentos más importantes de la compañía.
En 2024, las compañías que conforman el negocio tradicional del Grupo Catalana Occidente (Seguros Catalana Occidente, Plus Ultra Seguros, Seguros Bilbao y NorteHispana Seguros) se unificaron bajo la marca Occident.  Esta unión forma parte de un proceso de simplificación corporativa iniciado con la integración de sus plataformas operativas y de servicio, y continuado con la homogeneización de sus productos. El objetivo es lograr una organización más ágil, que responda de manera rápida y efectiva a las demandas del mercado, optimizando procesos. La fundación del grupo, Fundación Jesús Serra, también adoptó un nuevo nombre: Fundación Occident.